# Глостер рагби
Глостер рагби (енгл. Gloucester Rugby) је енглески рагби јунион клуб из града Глостер који се такмичи у Премијершип-у. Боје Глостера су црвена и бела, а капитен је енглески репрезентативац Били Твелветрес. Глостер је једном био шампион Енглеске и два пута је освајао куп европских изазивача. Међу познатим рагбистима који су играли за Глостер су Оли Баркли, Енди Гомерсал, Том Палмер, Џејмс Симсон-Денијел, Мајк Тиндал, Фил Викери, Лудовик Мерсиер, Димитри Јашвили, Филип Сеинт-Андре, Марко Бортолами, Карлос Спенсер, Грег Сомервил, Џим Хамилтон, Крис Патерсон... Највише утакмица за Глостер одиграо је Ник Вуд - 193, највише поена дао је Лудовик Мерсиер - 855, а највише есеја - 63 дело су Џејмса Симсона-Денијела.
- Куп европских изазивача у рагбију

- Освајач (2) : 2006, 2015.

- Премијершип

- Шампион (1) : 2002.

Први тим
Стив Мекол
Том Маршал
Роб Кук
Чарли Шарплс
Џони Меј
Били Твелветрес - капитен
Марк Еткинсон
Џејмс Хук
Били Бурнс
Грег Леидлов
Вили Хајнц
Бен Морган
Гарет Еванс
Мет Квесић
Сионе Каламафони
Џереми Траш
Елиот Сток
Том Саваџ
Том Хиксон
Ник Вод
Ники Томас
Ден Марфи
Педи Мекалистер
Пол Доран-Џонс
Џон Афоа
Том Линдсеј
Ричард Хибард